# Liste des rames Matériel articulé
Cette page est une annexe de l'article « Matériel articulé ».
Cette liste recense les éléments du parc de Matériel articulé, ancien matériel roulant de la Régie autonome des transports parisiens (RATP).
Ces rames étaient exploitées en unité simple ou multiple sur la ligne 13 du métro de Paris puis systématiquement en unité multiple sur la ligne 10 avec un continuité de numéro : ainsi, les convois étaient composés par exemple des éléments E.001 et E.002, E.003 et E.004 , etc..

## État du matériel
| Numéro | Composition    | Mise en service    | Radiation          | Ligne | Précédentes lignes (année de départ) | Particularité                  |
| ------ | -------------- | ------------------ | ------------------ | ----- | ------------------------------------ | ------------------------------ |
| E.001  | D.01—C.01—D.02 | Entre 1951 et 1953 | 1988               | -     | (1974) (1988)                        |                                |
| E.002  | D.03—C.02—D.04 | Entre 1951 et 1953 | Entre 1988 et 1994 | -     | (1974)                               |                                |
| E.003  | D.05—C.03—D.06 | Entre 1951 et 1953 | Entre 1988 et 1994 | -     | (1974)                               |                                |
| E.004  | D.07—C.04—D.08 | Entre 1951 et 1953 | Entre 1988 et 1994 | -     | (1974)                               |                                |
| E.005  | D.09—C.05—D.10 | Entre 1951 et 1953 | Entre 1988 et 1994 | -     | (1974)                               |                                |
| E.006  | D.11—C.06—D.12 | Entre 1951 et 1953 | Entre 1988 et 1993 | -     | (1974)                               |                                |
| E.007  | D.12—C.07—D.14 | Entre 1951 et 1953 | Entre 1988 et 1994 | -     | (1974)                               |                                |
| E.008  | D.15—C.08—D.16 | Entre 1951 et 1953 | Entre 1988 et 1994 | -     | (1974)                               |                                |
| E.009  | D.17—C.09—D.18 | Entre 1951 et 1953 | Entre 1988 et 1994 | -     | (1974)                               |                                |
| E.010  | D.19—C.10—D.20 | Entre 1951 et 1953 | Entre 1988 et 1994 | -     | (1974)                               | Élément préservé par la RATP.  |
| E.011  | D.21—C.11—D.22 | Entre 1951 et 1953 | Entre 1988 et 1994 | -     | (1974)                               |                                |
| E.012  | D.23—C.12—D.24 | Entre 1951 et 1953 | Entre 1988 et 1994 | -     | (1974)                               |                                |
| E.013  | D.25—C.13—D.26 | Entre 1951 et 1953 | Entre 1988 et 1994 | -     | (1974)                               |                                |
| E.014  | D.27—C.14—D.28 | Entre 1951 et 1953 | Entre 1988 et 1993 | -     | (1974)                               |                                |
| E.015  | D.29—C.15—D.30 | Entre 1951 et 1953 | 1988               | -     | (1974)                               |                                |
| E.016  | D.31—C.16—D.32 | Entre 1951 et 1953 | 1988               | -     | (1974)                               |                                |
| E.017  | D.33—C.17—D.34 | Entre 1951 et 1953 | Entre 1988 et 1994 | -     | (1974)                               |                                |
| E.018  | D.35—C.18—D.36 | Entre 1951 et 1953 | Entre 1988 et 1994 | -     | (1974)                               |                                |
| E.019  | D.37—C.19—D.38 | Entre 1951 et 1953 | 1988               | -     | (1974)                               |                                |
| E.020  | D.38—C.20—D.40 | Entre 1951 et 1953 | 1988               | -     | (1974)                               |                                |
| E.021  | D.41—C.21—D.42 | Entre 1951 et 1953 | Entre 1988 et 1994 | -     | (1974)                               |                                |
| E.022  | D.43—C.22—D.44 | Entre 1951 et 1953 | Entre 1988 et 1994 | -     | (1974)                               |                                |
| E.023  | D.45—C.23—D.46 | Entre 1951 et 1953 | 15 juin 1994       | -     | (1974) (1994)                        | Élément préservé par l'ADEMAS. |
| E.024  | D.47—C.24—D.48 | Entre 1951 et 1953 | Entre 1988 et 1994 | -     | (1974)                               |                                |
| E.025  | D.49—C.25—D.50 | Entre 1951 et 1953 | Entre 1988 et 1994 | -     | (1974)                               |                                |
| E.026  | D.51—C.26—D.52 | Entre 1951 et 1953 | Entre 1988 et 1994 | -     | (1974)                               |                                |
| E.027  | D.53—C.27—D.54 | Entre 1951 et 1953 | Entre 1988 et 1993 | -     | (1974)                               |                                |
| E.028  | D.55—C.28—D.56 | Entre 1951 et 1953 | Entre 1988 et 1994 | -     | (1974)                               |                                |
| E.029  | D.57—C.29—D.58 | Entre 1951 et 1953 | Entre 1988 et 1994 | -     | (1974)                               |                                |
| E.030  | D.59—C.30—D.60 | Entre 1951 et 1953 | Entre 1988 et 1994 | -     | (1974)                               |                                |
| E.031  | D.61—C.31—D.62 | Entre 1951 et 1953 | Entre 1988 et 1994 | -     | (1974)                               |                                |
| E.032  | D.63—C.32—D.64 | Entre 1951 et 1953 | Entre 1988 et 1994 | -     | (1974)                               |                                |
| E.033  | D.65—C.33—D.66 | Entre 1951 et 1953 | Entre 1988 et 1994 | -     | (1974)                               |                                |
| E.034  | D.67—C.34—D.68 | Entre 1951 et 1953 | 15 juin 1994       | -     | (1974) (1994)                        |                                |
| E.035  | D.69—C.35—D.70 | Entre 1951 et 1953 | Entre 1988 et 1993 | -     | (1974)                               |                                |
| E.036  | D.71—C.36—D.72 | Entre 1951 et 1953 | Entre 1988 et 1993 | -     | (1974)                               |                                |
| E.037  | D.73—C.37—D.74 | Entre 1951 et 1953 | 1988               | -     | (1974) (1988)                        |                                |
| E.038  | D.75—C.38—D.76 | Entre 1951 et 1953 | Entre 1988 et 1993 | -     | (1974)                               |                                |
| E.039  | D.77—C.39—D.78 | Entre 1951 et 1953 | Entre 1988 et 1993 | -     | (1974) (1993)                        |                                |
| E.040  | D.79—C.40—D.80 | Entre 1951 et 1953 | Entre 1988 et 1993 | -     | (1974)                               |                                |